# Großkomtur des Malteserordens
Großkomtur ist eines der vier Hohen Ämter des Malteserordens und wird einem Professritter übertragen.

## Wahl
Der Großkomtur wird vom Generalkapitel mit einfacher Mehrheit gewählt.

## Aufgaben
Zu seinen Aufgaben gehören die Verbreitung der Glaubensgrundsätze, die Beaufsichtigung der Priorate und Subpriorate, die Erstellung der Visitationsberichte sowie der Berichte über das geistliche Leben des Ordens, die dem Hl. Stuhl zuzuleiten sind.
Er ist verantwortlich für die religiöse Orientierung der Profess- und Obödienzritter und hat den Ordensmitgliedern in gremio religionis (die keiner Ordensgliederung zugeordnet sind) des Ersten und Zweiten Standes gegenüber die Funktion eines Oberen.
Des Weiteren obliegt es ihm, die Ordensmitglieder zur Verwirklichung des Ordensleitsatzes Tuitio Fidei et Obsequium Pauperum (Bezeugung des Glaubens und Hilfe den Bedürftigen) anzuhalten.
Zu seinen weiteren Verantwortlichkeiten gehört die Sorge um die Kapelle des Großmeisterpalastes und die Organisation der Ordenswallfahrten.
Der Großkomtur leitet den Orden im Falle dauernder Amtsverhinderung, des Amtsverzichts oder des Todes des Großmeisters als Statthalter ad interim, der die laufenden Geschäfte bis zum Ende der Vakanz führt. Bei Amtsverhinderung des Großkomturs wählt der Souveräne Rat aus seinen Mitgliedern einen Professen zu dessen Statthalter ad interim.

## Amtsinhaber
- Pierre de Salabert (1784–1807), ehemals Abt von Tholey
- 1967–1982 Vittorio Marullo di Condojanni[2]
- 1982–1994 Giancarlo di Pallavicini[3]
- 1994–2004 Ludwig Hoffmann-Rumerstein
- 2004–2009 Giacomo Dalla Torre del Tempio di Sanguinetto
- 2009–2011 Gherardo Hercolani Fava Simonetti
- 2011–2014 Carlo d’Ippolito di Sant’Ippolito
- 2014–2019 Ludwig Hoffmann-Rumerstein
- 2019–2022 Ruy Gonçalo do Valle Peixoto de Villas Boas
- seit 2022 Emmanuel Rousseau[4]